# Odd Eidem

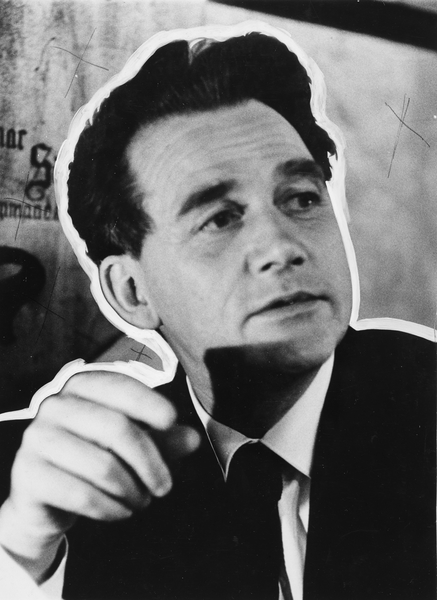
Odd Eidem

Odd Eidem född 23 oktober 1913 i Kristiania, död 10 juni 1988 på Nesodden, var en norsk journalist, författare och litteraturkritiker,  bror till författaren och journalisten Knut Eidem.
Eidem studerade litteraturhistoria vid Universitetet i Oslo till (1938), och arbetade därpå för Nansenhjelpen (1938-40). 
Efter kriget blev han känd som korrespondent i  VG (1945-77) i Berlin och Mellanöstern.